# Siundol Julu
Siundol Julu is een bestuurslaag in het regentschap Padang Lawas van de provincie Noord-Sumatra, Indonesië. Siundol Julu telt 637 inwoners (volkstelling 2010).